# Szabó Pál Zoltán
Szabó Pál Zoltán (Pécs, 1901. augusztus 26. – Pécs, 1965. július 24.) geográfus, a Mecsek tudományos feltárója.

## Életrajza
Középiskoláit szülővárosában, felsőfokú tanulmányait a budapesti tudományegyetemen Cholnoky Jenő tanítványaként végezte. Tanári oklevelének megszerzése után tíz éven át a pécsi Erzsébet Tudományegyetem földrajzi tanszékén Prinz Gyula tanársegédje volt. Közben 1926-ban fél évig ösztöndíjjal Zürichben az idős Albert Heim geológus és Fritz Machatschek geográfus mellett dolgozott.

## Tudományos pályafutása
Széles körű tudományos munkássága kezdetben főként szülőföldjéhez, Pécshez és a Mecsekhez kapcsolódott. Doktori értekezését 1925-ben Pécs környékének településföldrajzáról írta, később azonban egyre inkább természetföldrajzi kérdésekkel foglalkozott. Részletesen tanulmányozta a Mecsek fejlődéstörténetét, felszínalaktanát és hidrográfiai viszonyait. Az utóbbinak komoly gyakorlati jelentősége volt, mivel Baranya megye vízellátási gondjainak megoldásában fontos szerepet játszik a hegység. Leírta a térség legjelentősebb barlangjait és tervezte a mecseki karszt monográfiájának elkészítését.
A regionális kutatási munkák összefogására 1943-ban megszervezte a Dunántúli Tudományos Intézetet, mely 1954-ben a Magyar Tudományos Akadémia irányítása alá került, és őt nevezték ki igazgatójává. A Mecsek mészköves területén szerzett kutatási tapasztalatai alapján tanulmányait kiterjesztette az ország más karsztos vidékeinek hidrológiai és morfológiai kutatására. Hazánkban ő dolgozta fel elsőként a Bakonyban található trópusi őskarsztokat.
Jelentős szerepet vállalt a tudományos társadalmi szervezetekben is. 1962-ben megválasztották a Magyar Földrajzi Társaság elnökének, a Magyar Karszt- és Barlangkutató Társulatnak pedig társelnöke volt. Társelnöke volt még Magyar Hidrológiai Társaság pécsi csoportjának, valamint a MTESZ Pécs Baranya megyei csoportjának. Tagja volt a Magyar Tudományos Akadémia Földrajzi Bizottságának, a Magyarhoni Földtani Társulat országos választmányának, a Geofizikusok Egyesületének, a Földrajzi Tudományos Kutatócsoport Tudományos Tanácsának, a Természettudományi Közlöny szerkesztő bizottságának, a Földrajzi Értesítő, a Földrajzi Közlemények és a Pécsi Műszaki Szemle szerkesztő bizottságának. Elnöke volt a Tudományos Minősítő Bizottság Földrajzi Szakbizottságának és elnökségi tagja a Tudományos Ismeretterjesztő Társulat országos választmányának.
Munkásságát a nemzetközi tudományos életben is nagyra becsülték. Tagja volt az Interparlamentáris Unió magyar csoportjának, a Nemzetközi Földrajzi Unió magyarországi bizottságának. Levelező tagja volt az amerikai National Speleological Society-nak.
Bár tudományos munkássága elsősorban a hazai föld jobb megismerésére összpontosult, gyakran megfordult külföldön is. 1954-ben a csehszlovákiai karsztokat tanulmányozta, 1957-ben Albániában és az Osztrák-Alpokban járt, 1959-ben a Szovjetuniót kereste fel. Számos nemzetközi tanácskozáson képviselte hazánkat. Jelen volt az opavai földrajzi kongresszuson, 1961-ben a Bécsben megrendezett III. Nemzetközi Szpeleológiai Kongresszuson, 1963-ban a Nemzetközi Földrajzi Unió stuttgarti karsztszimpóziumán. Váratlanul bekövetkezett halála miatt a IV. Nemzetközi Szpeleológiai Kongresszuson már csak a beküldött előadását olvasták fel.

## Munkái
- A mecseki karsztvíz. Hidrológiai Közlöny, 1940.
- A Mecsek karsztvízrendszere. Hidrológiai Közlöny, 1953.
- Két mecseki karsztforrás vizsgálata Komló és Pécs vízellátása szempontjából. 1953.
- A mecseki karsztvíz egészségügyi védelme. 1953.
- Szakvélemény a siklósi községi fürdő forrásainak vizsgáltatása ügyében. 1953.
- Részletes jelentés a tettyei karsztakna fejlesztésének módozataira vonatkozólag. 1954.
- A karszt, mint klimatikus morfológiai probléma. 1956.
- A magyarországi karsztformák klímatörténeti vonatkozásai. Földrajzi Közlemények, 1956.
- A Mecsek és a Villányi-hegység barlangjai. Karszt és Barlangkutató, 1961. I. félév. 3–20. old.
- A pécsi Mecsek karsztvizeinek hidrodinamikai sajátosságai, a fokozottabb hasznosítás módozatai. 1961.
- A magyarországi karsztosodás fejlődéstörténeti vázlata. 1966.
- Újabb adatok és megfigyelések a magyarországi őskarsztjelenségekről. 1966.

## Emlékezete
- A tiszteletére elneveztek egy barlangot Szabó Pál Zoltán-zsombolynak.
- A Cserszegtomaji-kútbarlangban egy termet neveztek el róla és 1981-ben egy emléktáblát helyeztek el a tiszteletére.
- A nevét viselte a Pécsi Vörös Meteor Sportkör Dr. Szabó Pál Zoltán Kutatócsoportja barlangkutató csoport.